# ホルト五屯牽引車

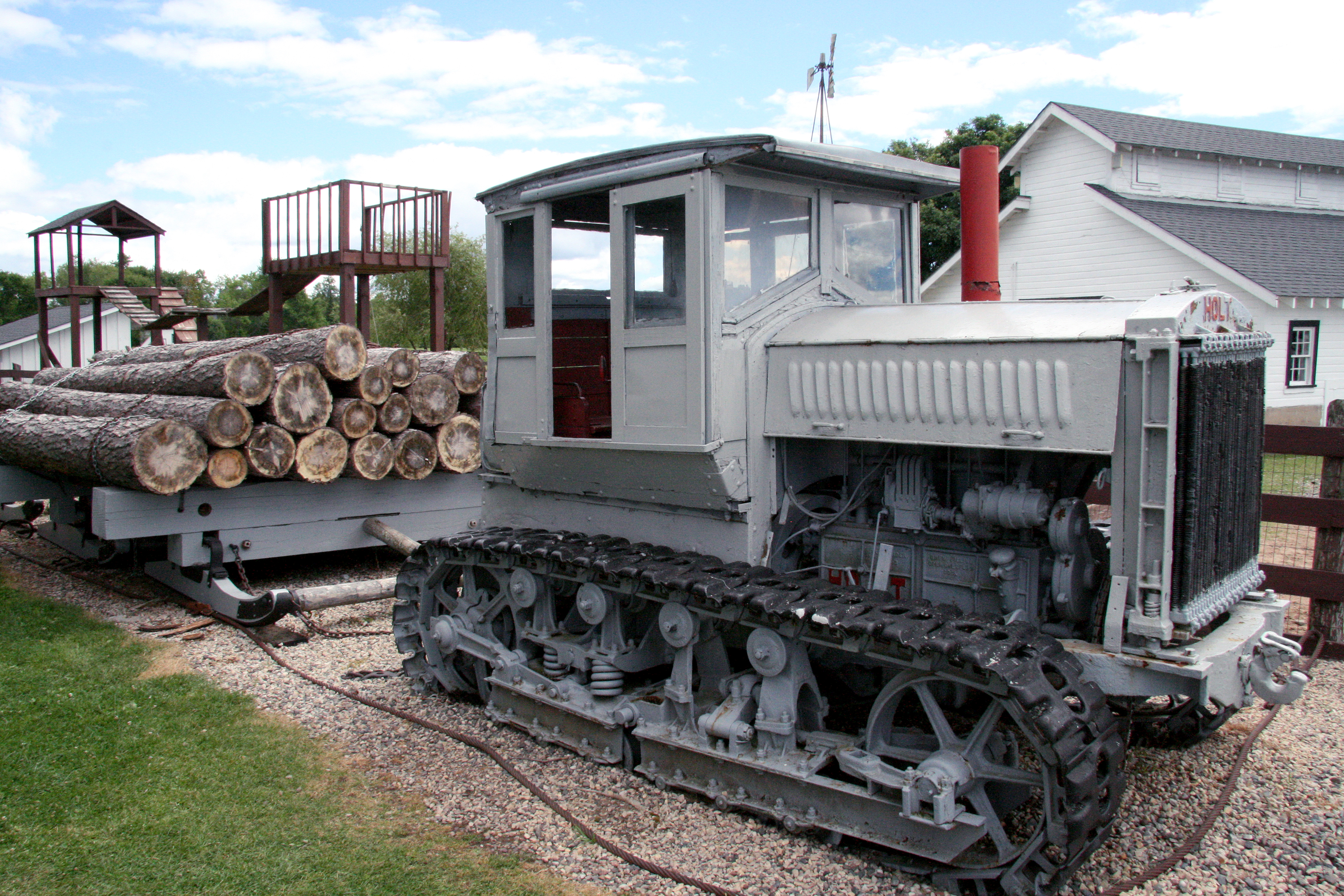
HOLT (前 1925)

ホルト五屯牽引車（ほるとごとんけんいんしゃ）はアメリカのホルト・トラクター社（現キャタピラー社）が1919年から1925年にかけて製造した牽引車である。アメリカ陸軍が砲兵トラクターとして採用した。大日本帝国陸軍も大正12年（1923年）に制式採用した。

## 概要
第一次世界大戦以降、砲兵の自動化（機械化）が諸外国で進んだ。
日本においても砲兵の機械化が研究された。大正6年（1917年）3月、アメリカからフォアーホイールドライブ社製の四輪駆動車を用いて各種重砲の牽引試験を実施した。このときの試験は東京周辺で行われた。また大正7年（1918年）6月には各種牽引車を輸入し、重砲の牽引試験を行った。この中にはホルト社製の45馬力牽引車があり、四五式二十四糎榴弾砲の牽引に適すると認められた。大正9年（1920年）には陸軍技術本部兵器研究方針が定められ、砲兵の機械化の方針が決定された。大正10年（1921年）からは三八式十糎加農砲の牽引用としてホルト五屯牽引車を用いるため研究をはじめ、大正12年（1923年）に採用された。

## 性能

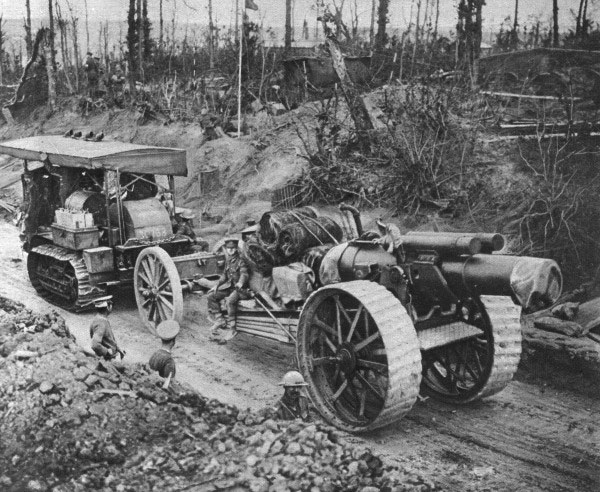
第一次世界大戦中にイギリス軍で使用中のホルト牽引車。

ホルト五屯牽引車はアメリカのホルト・トラクター社（現キャタピラー社）が製造した牽引車である。ホルト社の牽引車は、第一次世界大戦中にはイギリス軍によって砲兵用トラクターとして多用された。またアメリカ陸軍はホルト五屯牽引車を採用していた。
ホルト社製のトラクターは、農耕用トラクターとしても使用されており、堅牢な構造で故障は少なかった。ただし欠点として不整地・泥濘地で履帯が外れやすい傾向があった。変速に際しては、運行中に操作することができず、停止して変速装置を操作する必要があった。行軍中は中隊長が各牽引車に対して変速と速度を指示する必要があった。輓馬と比較し、八頭立てで牽引しがたい道であっても、本車では簡単に牽引ができた。輓馬と比較しての欠点は瞬発的な速さを出すことができない点だった。
日本軍では、本車を軍用に供するに際して、農耕用の大型の突起をもつ履帯を、道路での牽引に適する平滑な表面のものに交換した。軟弱な地盤では防滑具を用いた。また運転台を3名が搭乗できるよう改装し、マフラーをより静かなものに交換した。運転台には幌を張って悪天候に備えられる。
ホルト五屯牽引車の操作はやや煩雑である。エンジンの吸気量を調節するにはアクセルを用いず、ガスハンドルを用いた。ガスハンドルは操向ハンドルについている。操向には操向ハンドルと操向ペダルを同時に操作した。クラッチは連動桿で接続または分離し、そのうえで変速桿を操作した。変速は必ず停止して行われた。このため行軍中に勝手に変速すると隊列が乱れる原因となった。
本車の最大速度は9km/h程度である。平均速度は4km/hから5km/hで運行した。変速機は前進3段、後退1段が選択できた。牽引時の常用速度は3段である。構造は前方に機関室を持ち、その後方に運転席を持つ。車体の全重は4.5tであり、全装軌式の履帯を装備する。履帯面積は8,960平方cmである。接地圧は0.502kg/平方cm。牽引力は5tに達した。登坂能力は単車の場合3分の1であり、牽引時には6分の1の坂を上った。携行した燃料の量は、メインタンクに178リットル、補助タンクに178リットルである。燃料消費量は一時間当たり11リットル、100kmあたりでは200リットルを消費した。

## 配備
ホルト五屯牽引車は、大正11年（1922年）8月に新設された、野戦重砲兵第七連隊と野戦重砲兵第八連隊に配備された。昭和6年（1931年）ごろから車齢の限界に達したため、ホルト三〇型牽引車、また九二式五屯牽引車に徐々に代替された。初期の装備として、操向などに問題はあったが、全体的には堅牢で信頼性の高い装備だった。